# 阮氏玉素
愍太后（越南语：／；？—1799年），名阮氏玉素，是越南後黎朝末位皇太后。

## 生平
阮氏玉素是後黎朝皇太子黎維禕的繼室。1771年，黎維禕因與掌權的鄭森發生矛盾而被殺，阮氏玉素與兒子黎維一起被囚禁。1782年，鄭氏家族發生動亂，黎維一家才被救出。
1787年，黎維改名黎維祁並繼承皇位，是為昭統帝，阮氏玉素被尊為皇太后。同年，南河的阮惠北伐，聲討專權的阮有整。昭統帝逃往京北（今北寧省）；阮氏玉素出奔高平斗奧隘，在大臣阮輝宿等人的護衛下逃到龍州，要求清朝出兵幫忙討伐阮惠。兩廣總督孫士毅、廣西巡撫孫永清奏聞，得到乾隆帝出兵的許可。清兵迅速攻入昇龍（今越南河內），扶黎昭統帝復位。昭統帝遣阮輝宿把皇太后迎回昇龍。
昭統帝剛剛復位的時候，支持後黎朝的人士紛紛前來投奔。但昭統帝倚重孫士毅，遇上行賞之時先賞清人；而清人又看不起後黎朝遺臣，經常羞辱他們。昭統帝又心胸狹隘，好修恩怨；以高官先授從亡之臣，各地豪傑並不收錄。於是人心渙散。阮氏玉素至昇龍後，見昭統帝行為乖戾，大怒，說：「國家能經幾番恩讐破壞！亡無日矣。」大哭拒不入宮，甚至要逃到廣西去。在阮輝宿勸解下方才入宮。
1789年，阮惠趁春節之機大破清軍，昭統帝出奔清朝，並派人秘密將太后、元子黎維詮等接入清界，後黎朝正式滅亡。乾隆帝派人將後黎朝的宗室、大臣遷到京師（今北京）居住，編入漢軍鑲黃旗籍，宗室居於西安南營，大臣居於東安南營。
嘉慶四年（1799年）己未冬十月十一日，阮氏玉素病死於西安南營，葬於京師東直門外昭統帝墓側。
1804年，後黎朝遺臣們得知阮福映推翻西山朝、建立阮朝的消息後，上表要求將昭統帝及其家眷、臣屬的遺體遷回越南安葬，得到嘉慶帝的准許。昭統帝和阮氏玉素等人被附葬於黎顯宗的盤石陵之側。
阮朝建福元年（1884年），阮朝朝廷遵奉嗣德帝的旨意，正式追諡昭統帝為“愍皇帝”，阮氏玉素因此又被稱作「愍太后」。

## 腳註
1. 1 2  黎昭統帝生母、皇后、皇子之名在越南史料皆無記載。越南史料稱其生母為「愍太后」、皇子為「元子」，皇后無記載。但據同時期清代孫永清的奏摺《奏為查明安南國王眷屬內投、暫為安插並防範關隘緣由摺》可知，昭統帝的生母名「阮氏玉素」，皇子名「黎維詮」，皇后名「阮氏玉端」。